# Betty Crocker Küchen
Die Betty Crocker Küchen (engl. Betty Crocker Kitchens) sind Teil der Testküchen in der Zentrale von General Mills in Golden Valley, Minnesota. Sie tragen den Namen zu Ehren der bekannten Werbefigur Betty Crocker, einer fiktiven Person, die noch heute für eine der Produktlinien von General Mills steht. Offiziell tragen die Testküchen den Namen Betty Crocker Küchen seit 1946. Zu diesem Zeitpunkt befanden sich die Küchen noch im Stadtbezirk von Minneapolis. An ihren heutigen Standort zogen die Küchen im Jahre 1958 um.
Die Betty Crocker Küchen wurden 2003 grundlegend renoviert und überholt. Sie bestehen derzeit aus 19 individuellen Küchen. Die Küchen sind bewusst so entworfen, dass sie Küchen entsprechen, wie sie sich in einem privaten Haus oder eine privaten Wohnung finden lassen würden. Sie werden genutzt um Rezepte zu erproben, die von General Mills veröffentlicht werden und tragen der Tatsache Rechnung, dass in einer Profiküche unter anderen Bedingungen gekocht wird als in einer privaten Küche.
Informelle Führungen durch diese Küchen gab es für einzelne Besuchergruppen bereits Mitte der 1930er Jahre. Susan Marks schätzt, dass bis 2007 mehr als zwei Millionen Touristen aus dem In- und Ausland von dieser Möglichkeit Gebrauch machten.

## Geschichte

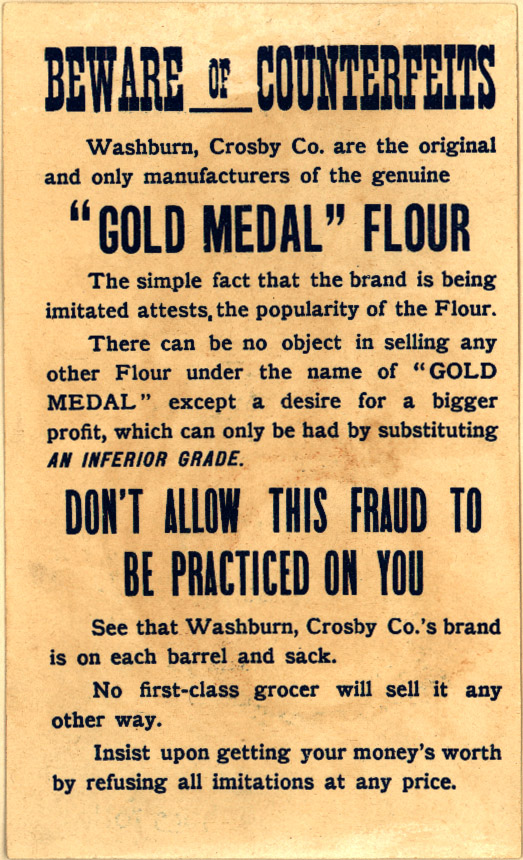
Gold Medal Flour, das Mehl für dessen Vermarktung die Figur Betty Crocker geschaffen wurde

Washburn Crosby Company, eines der Unternehmen, die später in General Mills aufgingen, stellten ein Mehl her, welches unter dem Namen Golden Flour vertrieben wurde. Um auf Kundenanfragen mit einem persönlichen Schreiben antworten zu können, entwickelte die Werbeabteilung 1921 die fiktive Figur Betty Crocker.
Betty Crocker wurde jedoch sehr früh auch als Garant für die Qualität und Preiswürdigkeit des Produktes weiterentwickelt. Washburn Crosby bewarb das von dem Unternehmen hergestellte Mehl unter anderem mit dem „Küchentest“ durch Betty Crocker:

„Zuerst wählen die Müller von Gold Medal Flour mit ihrer seit 60 Jahren erworbenen Kennerschaft sorgfältig den besten Weizen aus. Bevor sie es vermahlen, waschen sie jedes einzelnen Korn in frischem klaren Wasser. Dann senden sie von jeder Charge Proben zur Gold Medal Küche. Betty Crocker und ihr Küchenteam verbacken es dann in dieser freundlichen Küche“

Werbeanzeigen betonten, dass Washburn Crosby große Mengen von hergestellten Mehl nicht in den Verkauf gebracht habe, weil es genau diesen Küchentest nicht bestanden habe. Diese Botschaft wurde verstärkt durch die landesweit ausgestrahlten Radiosendungen, in denen ab 1924 verschiedene Schauspielerinnen die Rolle der Betty Crocker entwickelte.
Betty Crocker warb für das Mehl von General Mills unter anderem immer wieder mit dem Hinweis, wie sorgfältig veröffentlichte Rezepte in der Testküche des Unternehmens erprobt wurden. Solche Zusicherungen spielten in der US-amerikanischen Werbung in den 1930er Jahren eine große Rolle. Produkte wie Jell-O, Kelloggs Corn Flakes oder Schokolade von Hershey verkauften sich nachweislich besser, wenn den Konsumenten erprobte Rezepturen zur Verfügung gestellt wurden. Einzelne Unternehmen wie beispielsweise die H. J. Heinz Company luden das Publikum bereits zu dieser Zeit zu Führungen in den Küchen des Unternehmens und Kochveranstaltungen ein. Das Unternehmen von Heinz in Pittsburgh zog zu diesem Zeitpunkt jährlich mehr als 70.000 Besucher an. Informelle Touren gab es bei Betty Crocker ab 1934, als die Küchen, in denen das Team für die Erprobung der Rezepte zuständig war, innerhalb der Gebäude von General Mills umzogen. In ihrer Radiosendung beschrieb Betty Crocker begeistert ihre neue Küchen und betonte, dass sie in den Verpackungs-Farbtönen der Produkte gehalten wären, für die Betty Crocker warb: Softasilk Cake Flour, Busquick und Wheaties. Das große Interesse des Publikums an erprobten Rezepten stammte auch daher, dass durch die Verfügbarkeit von Elektrizität ein grundlegender Wandel im Umgang mit und der Zubereitung von Lebensmittel stattgefunden hatte.
Marjorie Child Husted, die Person, die bei General Mills die Werbefigur Betty Crocker wesentlich weiterentwickelte, vertrat die Ansicht, dass Hausfrauen Zutaten anders wiegen oder messen und mit Rezepten anders umgehen würden als dies professionelle Köche täten. In einem Wettbewerb, wo das sorgfältige Testen nicht mehr ausreichte und Unternehmen wie Libby damit warben, dass die Rezepte, in denen ihre Produkte verwendet wurden, nicht nur in der Küche getestet, sondern auch den Geschmackstest am Esstisch bestanden hätten, reichte das Vorhandensein einer Testküche nicht mehr aus. General Mills führte den „Triple Test“ ein, einen Dreifach-Test. Nach der ersten Testrunde in Betty Crockers Küchen erprobten Hausfrauen unterschiedlicher Regionen und sozioökonomischen Herkunft die Rezepte aus. Sie gaben Feedback über Fragebögen, in denen sie ein Urteil darüber abgaben, ob die Zutaten zu teuer oder genau richtig waren, ob sie Verbesserungsmöglichkeiten für das Rezept sahen, wie die Familie das Rezept aufgenommen hatten und ob sie das Rezept wieder kochen würden.
Den offiziellen Titel „Betty Crocker Küchen“ tragen die Testküchen seit 1946. Die Küchen belegten den gesamten fünften Stock eines General Mills-Gebäudes, 48 Mitarbeiter gehörten zu dem Team, dem immer noch Marjorie Child Husted vorstand. Die Räumlichkeiten verfügten über verschieden eingerichtete Einzelküchen, einen großen Essraum, eine Terrasse, einen großen Empfangsraum, der auch für Kochveranstaltungen und für das Drehen von Werbefilmen genutzt werden konnte sowie ein großes Büro für die Redaktion, ein Postbüro, einen Radiosender und eine Bibliothek. Zu den Küchen gehörte auch eine „Küche der Zukunft“, in der neue Backtechniken und neue Technologien ausprobiert wurden. Die ungewöhnlichste Ausstattung war ein riesiger rotierender Edelstahlofen, in dem zehn bis zwölf Kuchen gleichzeitig gebacken werden konnten. Die Küche, in der Aufnahme für Rezeptbroschüren, Werbung oder die Verpackungen gemacht wurden, stand auch für Besichtigungen offen. Der große Essraum war dagegen bewusst im Kontrast zu den modernen Küchen gehalten. Für seine Ausstattung waren Panel aus einem Haus aus New England verwendet worden, das um 1750 gebaut worden war. Es besaß einen offenen Kamin, antiquarische Stühle und war mit alten Bronze-Utensilien dekoriert.
Die Führungen durch die Betty Crocker-Küchen waren anfangs noch kostenlos. Die Nachfrage nach ihnen war jedoch so groß, dass sie lange im Voraus gebucht werden mussten.
1958 wurden die Küchen an ihren heutigen Standort, dem Golden Valley, einem der Randbezirke von Minneapolis umgezogen. 1966 wurden die Küchen erneut renoviert. Es entstanden sieben „Küchen der Welt“. darunter auch eine mediterrane Küche mit einem Wandgemälde, das die Amalfi-Küste zeigte, und eine lateinamerikanische Küche, die in leuchtenden Orange- und Rottönen gehalten war. Die skandinavische Küche dagegen war betont schlicht gehalten. Von 1985 an waren die Küchen für die Öffentlichkeit geschlossen – General Mills war zu der Überzeugung gekommen, dass sich die Geheimhaltung von Produkten nicht mit Führungen durch die Küchen vereinbaren ließ. Seit 2003 sind Besuche jedoch wieder zeitweilig möglich. Nachdem General Mills die Pillsbury Company 2001 erworben hatte, hielt man es für angebracht, mit neuen Küchen für beide Produktlinien zu werben.

## Einzelbelege
1. 1 2 3  Susan Marks: Finding Betty Crocker, S. 196.
2. ↑  General Mills: History of Innovation: The History of Betty Crocker. General Mills (englisch).
3. 1 2  Laura Shapiro: And here she is…your Betty Crocker! In: American Scholar. 73. Jahrgang, Nr. 2, 2004, S. 87–99 (englisch).
4. ↑  Susan Marks: Finding Betty Crocker, S. 184
5. ↑  Betty Crocker Tours Minneapolis, aufgerufen am 12. April 2014.
6. ↑  Susan Marks: Finding Betty Crocker, S. 181.
7. ↑  Susan Marks: Finding Betty Crocker, S. 9
8. ↑  Susan Marks: Finding Betty Crocker, S. 16–17.
9. ↑  Susan Marks: Finding Betty Crocker, S. 19. Im Original lautet das Zitat: First the Gold Medal millers with their 60 years of experience carefully select the choicest water. Then samples of each batch are sent daily to the Gold Medal Kitchen. In this cheerful kitchen, Miss Betty Crocker and her staff bake from these examples.
10. ↑  Susan Marks: Finding Betty Crocker, S. 18.
11. ↑  Susan Marks: Finding Betty Crocker, S. 183–184.
12. ↑  Susan Marks: Finding Betty Crocker, S. 185.
13. ↑  Susan Marks: Finding Betty Crocker, S. 191–193.
14. ↑  Susan Marks: Finding Betty Crocker, S. 193.
15. ↑  Susan Marks: Finding Betty Crocker, S. 195.
16. ↑  Susan Marks: Finding Betty Crocker, S. 203.